# Palača Comunale, Piacenza
Palača Comunale (italijansko Palazzo Comunale - imenovana tudi Palazzo Gotico ali Il Gotico) je palača v Piacenzi v severni Italija, ki sedaj služi kot sedež občinske uprave.

## Zgodovina in arhitektura
Palača je bila zgrajena od leta 1281 s sklepom Alberta Skota, regenta gibelinov, na območju, kjer je nekoč stal samostan San Bartolomeo in cerkev Santa Maria de Bigulis. Delo so vodili štirje arhitekti: Pietro da Cagnano, Negro De Negri, Gherardo Bellman in Pietro da Borghetto. 
Po prvem projektu, bi bila palača štirikotna, toda delo je bila ustavljena zaradi epidemije kuge. Zaradi gospodarske depresije je bil projekt prekinjen in končana le severna stran palače. Rezultat je še vedno odličen primer civilne arhitekture tistega časa v lombardni gotskem slogu. 
Stoji na veličastnih arkadah s koničastimi loki (s petimi na sprednji strani in tremi na ostalih straneh), prekrita z belim kamnom in rdečim veronskim marmorjem, ki ustvarja močan kontrast z višjim nadstropjem v terakoti. V prvem nadstropju so značilna velika okna z okroglimi loki, ki delujejo kot veliki okvirji s fino geometrijsko dekoracijo v opeki.
Na levi strani nad okni se nahaja dragocena marmorna rozeta. Na vrhu, po vsej fasadi je okvir s povezanimi koničastimi loki in vencem, nad tem pa velike tesno povezane gibelinske cine in vitki stolpi, od katerih ima sredinski, na glavni fasadi, zvon. Med četrtim in petim oknom se nahaja v niši, kopija kipa Matere božje z otrokom, izvirnik se hrani v Mestnem muzeju v Piacenzi.
Na hrbtni strani je dvorišče s kasnejšimi dodatki zaprto, z bolj treznim slogom glavne fasade.
V notranjosti velika dvorana okrašena z ilustracijami, ki se je prvotno uporabljala za seje senata. Leta 1644 so tam uredili leseno gledališče, ki ga je zasnoval Cristoforo Rangoni. Salon je danes namenjen kulturnim prireditvam, razstavam in institucionalnim srečanjem. 
Med šestnajstim in sedemnajstim stoletjem je zgradba doživela številne spremembe, vključno z dodatkom balkona na strani, ki gleda na trg Piazza Cavalli. Te spremembe so se nato odpravile z restavratorskimi deli, ki so se zgodila ob koncu devetnajstega in v začetku dvajsetega stoletja.